# كأس القارات 2017
كأس القارات 2017 (الروسية: Кубок конфедераций 2017) (نقحرة: Kubok konfederatsiy 2017) هي النسخة العاشرة والأخيرة من بطولة كأس القارات، وهي بطولة كرة قدم للمنتخبات الوطنية، والتي أقيمت في روسيا في الفترة ما بين 17 يونيو إلى 2 يوليو من عام 2017، لمعرفة مدى جاهزية روسيا لمنافسات كأس العالم 2018.
وقد أُعلن عن فوز روسيا بشرف استضافة منافسات البطولة في 2 ديسمبر 2010 وذلك بعد حصولها على حق استضافة منافسات كأس العالم 2018. أقيمت المنافسات في أربعة ملاعب مختلفة موزعة على أربع مدن رئيسية؛ وهي سانت بطرسبرغ، موسكو، قازان وسوتشي. وهي المرة الأولى التي تستضيف بها روسيا منافسات البطولة، وهي كذلك النسخة الثالثة من بطولة كأس القارات التي تقام في القارة الأوروبية بعد بطولتي كأس القارات 2003 في فرنسا وكأس القارات 2005 في ألمانيا. تأهل منتخب روسيا مباشرة لخوض غمار البطولة تلقائيُا بصفته البلد المستضيف.
أقيمت منافسات البطولة على مرحلتين، المرحلة الأولى تمثلت بمرحلة دور المجموعات، بمجموعتيها الأولى والثانية، بينما المرحلة الثانية فتمثلت بمرحلة خروج المغلوب. في مرحلة دور المجموعات، لعب كل منتخب ثلاث مباريات، حيث تأهل المتصدر والوصيف من كل مجموعة إلى مرحلة خروج المغلوب. بينما في دور خروج المغلوب، فقد تنافست المنتخبات الأربعة، خلال مباراتين بين كل فريقين، حيث لعب المنتخبين الخاسرين (وهم منتخب البرتغال ومنتخب المكسيك) على جائزة المركز الثالث، بينما لعب المنتخبين الفائزين (وهم منتخب التشيلي ومنتخب ألمانيا) على لقب كأس القارات 2017.
حامل اللقب، منتخب البرازيل، الذي فاز باللقب في آخر 3 نسخ (2005، 2009، 2013)،  غاب عن هذه النسخة لأول مرة منذ عام 1995، بعدما خسر بركلات الترجيح أمام منتخب الباراغواي في ربع نهائي بطولة كوبا أمريكا 2015. شهدت البطولة مشاركة ثلاث منتخبات أول مرة في تاريخها وهي: المنتخب الروسي والمنتخب التشيلي الفائز بلقب كوبا أمريكا 2015 وكذلك المنتخب البرتغالي الفائز بلقب بطولة أمم أوروبا 2016. كذلك، أصبح المنتخب الأسترالي المتأهل بصفته بطلاً لكأس أمم آسيا 2015، أول منتخب يتأهل لمنافسات كأس القارات من أكثر من قارة، حيث سبق وأن تأهل ممثلاً عن اتحاد أوقيانوسيا لكرة القدم في ثلاث نسخ ماضية وهي 1997، 2001 و2005.
فازت ألمانيا باللقب الأول لها في بطولة كأس القارات بعدما تغلب على التشيلي في المباراة النهائية بهدف نظيف، سجله لارس شتيندل. وحلت البرتغال بالمركز الثالث بعد فوزها على المكسيك بنتيجة 2–1. يذكر أن هذه البطولة، شهدت استخدام حكم الفيديو المساعد لأول مرة، تمهيدا لاستخدامها في مباريات كأس العالم 2018 في روسيا، حيث كان أول استخدام لها في مباراة البرتغال والمكسيك، حينما ألغى الحكم هدفاً لمصلحة لاعب البرتغال بيبي بداعي التسلل، بعدما تم اللجوء لخاصية حكم الفيديو المساعد.
كانت هذه هي أخر نسخة من كأس القارات بعد إيقافها من طرف الفيفا من أجل فسح المجال لتوسيع كأس العالم للأندية.

## المنتخبات المتأهلة
تأهلت 8 منتخبات متنافسة لخوض غمار المنافسة على اللقب، 6 منتخبات منها تأهلت عن طريق الفوز بلقب قاري، بالإضافة إلى الفائز بلقب كأس العالم وكذلك إلى روسيا الدولة المستضيفة. وفي حالة لو فاز المنتخب المشارك بكأس العالم وببطولة قارية، فسيصبح حق المشاركة لصاحب المركز الثاني في البطولة القارية. أول المتأهلين لمنافسات البطولة هي روسيا بعدما ضمنت التأهل مباشرة بعد فوزها بشرف استضافة كأس العالم 2018 وتأهلت مباشرة كونها البلد المستضيف. تبعتها ألمانيا كأول فريق يتأهل عن طريق المنافسة بعدما فازت بلقب كأس العالم 2014 في البرازيل، حيث استطاع المنتخب الألماني التغلب على المنتخب الأرجنتيني بهدف وحيد سُجل في الدقيقة 113 من الوقت الإضافي. بعدها بأشهر قليلة، ضمن منتخب أستراليا التأهل للبطولة بعد فوزه بلقب كأس آسيا 2015 بعدما تغلب على منتخب كوريا الجنوبية بهدفين مقابل هدف وحيد، حيث سُجل هدف الفوز في الوقت الإضافي. وكان هذا الانتصار أول فوز لمنتخب أستراليا بكأس آسيا منذ انضمامها للاتحاد الآسيوي لكرة القدم قادمة من اتحاد أوقيانوسيا لكرة القدم وتصبح بذلك أستراليا أول منتخب يتأهل لمنافسات كأس القارات كبطل بطولتين كونفدراليتين، حيث فازت أستراليا بقلب كأس أمم أوقيانوسيا 3 مرات سابقة (1998، 2000، 2004)
تأهل التشيلي كرابع المنتخبات المتأهلة لكأس القارات، بعدما توِّجت بلقب كوبا أمريكا 2015 ضد الأرجنتين في المباراة النهائية التي انتهت بفوز التشيلين بنتيجة 4–1 بركلات الجزاء الترجيحية، حيث انتهى الوقت الأصلي بالتعادل السلبي. أما في كأس كونكاكاف الذهبية، ونظراً لوجود بطولتي كأس كونكاكاف الذهبية خلال الفترة بين كأس القارات 2013 وكأس القارات 2017، قرر اتحاد أمريكا الشمالية لكرة القدم أن يلعب بطل نسخة كأس الكونكاكاف الذهبية 2013 مع بطل نسخة كأس الكونكاكاف الذهبية 2015، والفائز سيتأهل للمشاركة في منافسات كأس القارات 2017. في المباراة الفاصلة تقابلت المكسيك بطلة النسخة الأخيرة لكأس الكونكاكاف الذهبية 2015 مع الولايات المتحدة بطل كأس الكونكاكاف الذهبية 2013، انتهى اللقاء الفاصل بين المنتخبين بفوز المكسيك بنتيجة 3–2 بعد اللجوء الوقت الإضافي، حيث انتهى الوقت الأصلي بالتعادل الإيجابي 1–1.
أما في قارة أوقيانوسيا، استطاع المنتخب النيوزيلندي من الفوز بالبطاقة المؤهلة للبطولة بعدما تغلب على منتخب بابوا غينيا الجديدة بركلات الترجيح وبنتيجة 4–2 بعدما انتهى الوقت الأصلي بالتعادل السلبي. أوروبياً، حجز منتخب البرتغال بطاقة التأهل للمنافسات بعدما تغلب على المنتخب الفرنسي في نهائي أمم أوروبا 2016، بعدما تغلب عليه بنتيجة 1–0 بهدف سُجل في الدقيقة 109 من الوقت الإضافي، بعدما انتهى الوقت الأصلي بالتعادل السلبي. أما آخر المنتخبات المتأهلة هو منتخب الكاميرون التي تأهل بعد فوزه 2–1 على منتخب مصر في نهائي كأس الأمم الإفريقية 2017، ويكتمل بهذا عقد المنتخبات الثمانية المتأهلة للبطولة. تعتبر بطولة كأس القارات 2017 أول البطولات التي تشهد تواجد 3 منتخبات من نفس القارة، حيث تواجدت 3 منتخبات من القارة الأوروبية وهي روسيا، ألمانيا والبرتغال.

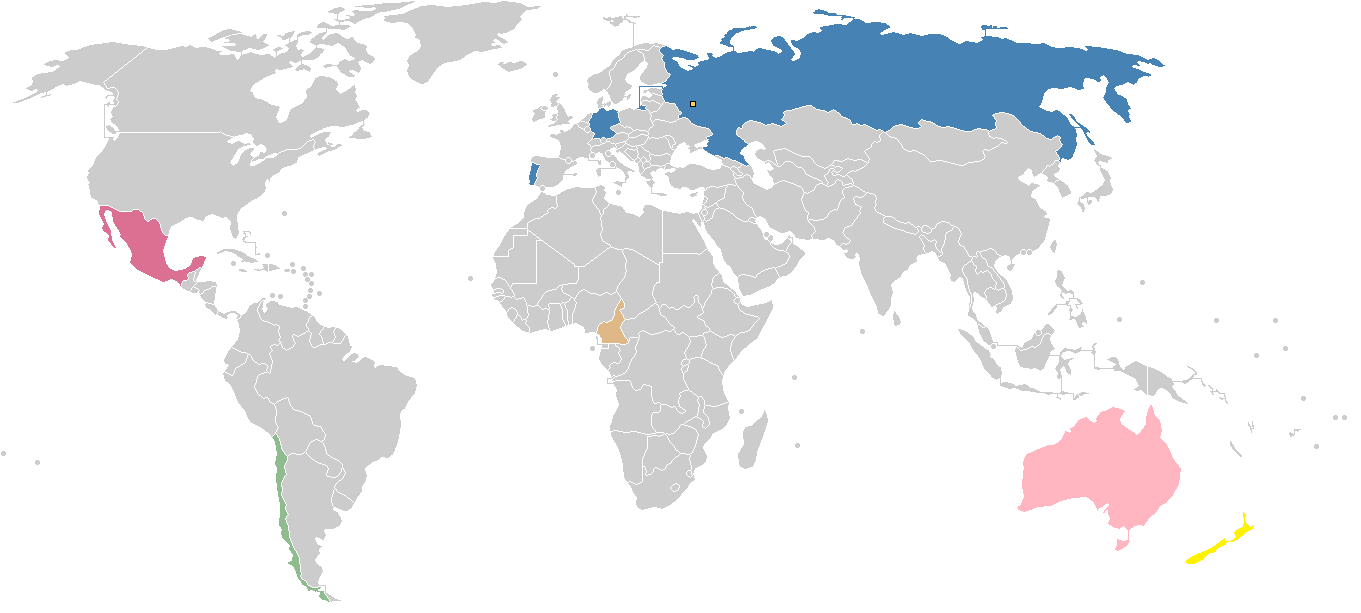
المنتخبات المشاركة في بطولة كأس القارات 2017.

| المنتخب   | الاتحاد القاري | طريقة التأهل                 | تاريخ التأهل   | ظهور سابق في البطولة1                  |
| --------- | -------------- | ---------------------------- | -------------- | -------------------------------------- |
| روسيا     | أوروبا         | مستضيف كأس العالم 2018       | 2 ديسبمر 2010  | 0 (أول ظهور)                           |
| ألمانيا   | أوروبا         | بطل كأس العالم 2014          | 13 يوليو 2014  | 2 (1999, 2005)                         |
| أستراليا  | آسيا2          | بطل كأس آسيا 2015            | 31 يناير 2015  | 3 (1997، 2001، 2005)                   |
| تشيلي     | كونميبول       | بطل كوبا أمريكا 2015         | 4 يوليو 2015   | 0 (أول ظهور)                           |
| المكسيك   | كونكاكاف       | بطل كأس الكونكاكاف 2015      | 10 أكتوبر 2015 | 6 (1995، 1997، 1999، 2001، 2005، 2013) |
| نيوزيلندا | أوقيانوسيا     | بطل كأس أمم أوقيانوسيا 2016  | 11 يونيو 2016  | 3 (1999، 2003، 2009)                   |
| البرتغال  | أوروبا         | بطل بطولة أمم أوروبا 2016    | 10 يوليو 2016  | 0 (أول ظهور)                           |
| الكاميرون | إفريقيا        | بطل كأس الأمم الإفريقية 2017 | 5 فبراير 2017  | 2 (2001، 2003)                         |

1 الخط العريض يشير إلى بطل تلك النسخة من المسابقة. بينما الخط المائل يشير إلى البلد المستضيف لتلك النسخة.
2 جميع مشاركات منتخب أستراليا السابقة كانت تحت اتحاد أوقيانوسيا لكرة القدم، وهذا الظهور هو الأول للمنتخب الأسترالي تحت مظلة الاتحاد الآسيوي لكرة القدم.

## الملاعب
- أقيمت مباريات البطولة على 4 ملاعب، موزعة على 4 مدن مختلفة. وهي نفس الملاعب التي لعبت عليها منافسات كأس العالم 2018.[32][33][34][35]

| ملعب كريستوفسكي | ملعب سبارتاك       |
| السعة: 68,134   | السعة: 45,360      |
|                 |                    |
| قازان           | سوتشي              |
| قازان أرينا     | ملعب فيشت الأولمبي |
| السعة: 45,379   | السعة: 47,659      |
|                 |                    |

## القرعة
أقيمت قرعة المسابقة النهائية في 26 نوفمبر 2016 بأكاديمية التنس الواقعة بمدينة قازان الروسية. بدأت القرعة بتقسيم المنتخبات الثمانية المشاركة إلى إناءين. احتوى الإناء الأول على البلد المستضيف روسيا والفرق الثلاثة الأعلى تصنيفاً بتصنيف فيفا العالمي المطروح نوفمبر 2016 (كما هو موضح بين قوسين أدناه)؛ وهي ألمانيا، تشيلي والبرتغال. بينما ضم الإناء المنتخبات الأربعة المتبقية ضمت الحلقة الثانية الفرق الأربعة المتبقية؛ المكسيك، أستراليا، نيوزيلندا والكاميرون.
| الوعاء 1                                                       | الوعاء 2                                                          |
| -------------------------------------------------------------- | ----------------------------------------------------------------- |
| - روسيا (المضيف) (55) - ألمانيا (3) - تشيلي (4) - البرتغال (8) | - المكسيك (18) - أستراليا (48) - نيوزيلندا (110) - الكاميرون (65) |

قسمت القرعة الفرق الثمانية المشاركة إلى مجموعتين من أربعة منتخبات، في كل مجموعة فريقين من الإناء الأول وفريقين من الإناء الثاني. وخلال عملية السحب تلقائيًا، وقع منتخب البلد المستضيف المنتخب الروسي في المجموعة الأولى. ثم سحب القرعة بالتناوب (المجموعة أ ثم المجموعة ب)، وتعيين موقف داخل المجموعة عن طريق رسم كرة أخرى. وحيث أن هناك 3 منتخبات أوروبية متأهلة وهي روسيا، ألمانيا والبرتغال، كان لزاماً وقوع منتخبين أوروبين في مجموعة واحدة وهي ما حدث بالفعل، لأول مرة في تاريخ كأس القارات.

## التشكيلات
طبقاً لقوانين الاتحاد الدولي لكرة القدم، فإن كل منتخب مشارك مطالب باختيار 30 لاعباً القائمة الأولية. تم الإعلان عن القائمة النهائية والمتكونة من 23 لاعباً منهم ثلاثة حراس مرمى. وفي حالة لو أصيب لاعب فإنه من الممكن استبداله بلاعب آخر قبل 24 ساعة من موعد أول مباراة.

## الحكام
بمجموع 9 حكام تم استدعائهم لتحكيم منافسات البطولة، بحيث شملت القائمة 9 حكام ساحة أساسيين و18 حكم راية مساعد وحكم مساعد احتياطي و8 حكام فيديو مساعدين. بحيث يصبح لكل مباراة 5 حكام (حكم الساحة ومساعديه والحكم الرابع وحكم الفيديو).
| الاتحاد | الحكم          | الحكام المساعدين                      | حكام الفيديو                                    | الاتحاد    | الحكم         | الحكام المساعدين                     | حكام الفيديو                |
| ------- | -------------- | ------------------------------------- | ----------------------------------------------- | ---------- | ------------- | ------------------------------------ | --------------------------- |
| أوروبا  | ميلوراد ماجيتش | ميلوفان ريستيتش داليبور دورديفيتش     | أرتور سواريز دياش أوفيديو هاتيغان كليمنت توربين | آسيا       | فهد المرداسي  | عبد الله الشلاوي محمد البكري         | رافشان إيرماتوف             |
| أوروبا  | جيانلوكا روتشي | إلينيتو دي ليبيرتادوري ماورو تونولينس | أرتور سواريز دياش أوفيديو هاتيغان كليمنت توربين | آسيا       | علي رضا فغاني | رضى سوخاندان محمد رضى منصوري         | رافشان إيرماتوف             |
| أوروبا  | دامير سكومينا  | خوري بارابروتنيك روبيرت فوكان         | أرتور سواريز دياش أوفيديو هاتيغان كليمنت توربين | كونميبول   | نيستور بيتانا | إيرنان مايدانا خوان بابلو بيلاتي     | إنريكي كاسيريس ساندرو ريتشي |
| إفريقيا | باكاري غاساما  | جيان-كلود بيريموشاهو ماروا رانج       | مالانغ ديدهيو                                   | كونميبول   | ويلمار رولدان | أليكساندر غوزمان كريستيان دي لا كروز | إنريكي كاسيريس ساندرو ريتشي |
| أمريكا  | مارك غيجر      | جو فليتشر شارل جاستن مورغانتي         | خاير ماروفو                                     | أوقيانوسيا | -             | عبد القادر الزيتوني (احتياطي)        | -                           |

## جدول البطولة
أعلن الاتحاد الدولي لكرة القدم (الفيفا) عن جدول البطولة بالكامل في 24 يوليو 2015 (بدون ذكر أوقات الانطلاق، حيث تم تأكيدها لاحقاً). وقد أوقعت قرعة البطولة المنتخب الروسي المستضيف في المجموعة الأولى من دور المجموعات، ليلعب بذلك المباراة الافتتاحية في 17 يونيو 2017 بملعب كريستوفسكي الواقع بمدينة سانت بطرسبرغ. تم توزيع مباريات مرحلة خروج المغلوب كما يلي:
- استضاف ملعب كريستوفسكي الواقع بمدينة سانت بطرسبرغ المباراة النهائية في 2 يوليو.
- استضاف ملعب قازان أرينا الواقع بمدينة قازان أول مباراة في دور نصف نهائي في 28 يونيو.
- استضاف ملعب فيشت الأولمبي الواقع بمدينة سوتشي ثاني مباراة في نصف النهائي في 29 يونيو.
- استضاف ملعب سبارتاك الواقع بمدينة موسكو مباراة المركز الثالث في 2 يوليو.

## مرحلة المجموعات

### معايير كسر التعادل
في حالة تساوي النقاط بين المنتخبات المشاركة فإن ترتيب الفرق المشاركة في دور المجموعات يكون على النحو التالي:
1. النقاط التي تم الحصول عليها.
2. فارق الأهداف المسجلة والمتلقاة لكل فريق.
3. أكثر الفرق تسجيلا للأهداف.

وفي حال استمرار التعادل بين فريقين أو أكثر، يكون الترتيب على النحو التالي:
1. النقاط التي حصل عليها الفريق في المباريات بين الفرق المعنية.
2. فارق الاهداف الناتجة عن مباريات المجموعة بين الفرق المعنية.
3. أكبر عدد من الأهداف المسجلة في جميع مباريات المجموعة بين الفرق المعنية.
4. نقاط اللعب النظيف وتحسب كالتالي:
  - البطاقة الصفراء الأولى: خصم نقطة واحدة
  - بطاقة حمراء غير مباشرة (البطاقة الصفراء الثانية): خصم 3 نقاط
  - بطاقة حمراء  مباشرة: خصم 4 نقاط
  - بطاقة صفراء ومن ثم بطاقة حمراء مباشرة: خصم 5 نقاط.

1. سحب القرعة من قبل اللجنة المنظمة للفيفا.[41]

- أقيمت مرحلة المجموعات من كأس القارات في الفترة ما بين 17 يونيو ولغاية 25 يونيو 2017. ولعب كل فريق ثلاث مباريات، ليتأهل المتصدر والوصيف من كل مجموعة إلى مرحلة خروج المغلوب.[48]
- أوقات المباريات حسب توقيت موسكو (ت ع م+3).

### المجموعة أ
| م | الفريق    | لعب | ف | ت | خ | أ.له | أ.ع | أ.ف | نقاط | التأهل                        |
| - | --------- | --- | - | - | - | ---- | --- | --- | ---- | ----------------------------- |
| 1 | البرتغال  | 3   | 2 | 1 | 0 | 7    | 2   | +5  | 7    | التقدم إلى مرحلة خروج المغلوب |
| 2 | المكسيك   | 3   | 2 | 1 | 0 | 6    | 4   | +2  | 7    | التقدم إلى مرحلة خروج المغلوب |
| 3 | روسيا     | 3   | 1 | 0 | 2 | 3    | 3   | 0   | 3    |                               |
| 4 | نيوزيلندا | 3   | 0 | 0 | 3 | 1    | 8   | −7  | 0    |                               |

| روسيا                            | 2–0   | نيوزيلندا |
| -------------------------------- | ----- | --------- |
| - بوكسال 31' (ه.ذ.) - سمولوف 69' | تقرير |           |

| البرتغال                    | 2–2   | المكسيك                        |
| --------------------------- | ----- | ------------------------------ |
| - كواريسما 34' - سواريس 86' | تقرير | - تشيشاريتو 42' - مورينو 90+1' |

| روسيا | 0–1   | البرتغال     |
| ----- | ----- | ------------ |
|       | تقرير | - رونالدو 8' |

| المكسيك                     | 2–1   | نيوزيلندا |
| --------------------------- | ----- | --------- |
| - خيمينيز 54' - بيرالتا 72' | تقرير | - وود 42' |

| المكسيك                  | 2–1   | روسيا         |
| ------------------------ | ----- | ------------- |
| - أرايو 30' - لوزانو 52' | تقرير | - ساميدوف 25' |

| نيوزيلندا | 0–4   | البرتغال                                                         |
| --------- | ----- | ---------------------------------------------------------------- |
|           | تقرير | - رونالدو 30' (ركلة.) - ب. سيلفا 37' - أ. سيلفا 80' - ناني 90+1' |

### المجموعة ب
| م | الفريق    | لعب | ف | ت | خ | أ.له | أ.ع | أ.ف | نقاط | التأهل                        |
| - | --------- | --- | - | - | - | ---- | --- | --- | ---- | ----------------------------- |
| 1 | ألمانيا   | 3   | 2 | 1 | 0 | 7    | 4   | +3  | 7    | التقدم إلى مرحلة خروج المغلوب |
| 2 | تشيلي     | 3   | 1 | 2 | 0 | 4    | 2   | +2  | 5    | التقدم إلى مرحلة خروج المغلوب |
| 3 | أستراليا  | 3   | 0 | 2 | 1 | 4    | 5   | −1  | 2    |                               |
| 4 | الكاميرون | 3   | 0 | 1 | 2 | 2    | 6   | −4  | 1    |                               |

| الكاميرون | 0–2   | تشيلي                    |
| --------- | ----- | ------------------------ |
|           | تقرير | - فيدال 81' - فارغاس 91' |

| أستراليا                  | 2–3   | ألمانيا                                          |
| ------------------------- | ----- | ------------------------------------------------ |
| - روغيتش 41' - يوريتش 56' | تقرير | - شتيندل 5' - دراكسلر 44' (ركلة.) - غوريتزكا 48' |

| الكاميرون            | 1–1   | أستراليا              |
| -------------------- | ----- | --------------------- |
| - زامبو أنغيسا 1+45' | تقرير | - ميليغان 60' (ركلة.) |

| ألمانيا      | 1–1   | تشيلي       |
| ------------ | ----- | ----------- |
| - شتيندل 41' | تقرير | - سانشيز 6' |

| ألمانيا                         | 3–1   | الكاميرون    |
| ------------------------------- | ----- | ------------ |
| - ديميرباي 78' - فيرنر 66'، 81' | تقرير | - أبوبكر 78' |

| تشيلي          | 1–1   | أستراليا     |
| -------------- | ----- | ------------ |
| - رودريغيز 67' | تقرير | - ترويسي 42' |

## مرحلة خروج المغلوب
في مرحلة خروج المغلوب وفي حالة انتهاء المباراة بالتعادل، تم لعب الأشواط الإضافية (شوطين مدة كل منها 15 دقيقة)، وتتبع بلعب الركلات الجزاء الترجيحية في حال استمر التعادل لتحديد المتأهل للدور المقبل.
|  | نصف النهائي      | نصف النهائي      |   |               | النهائي                | النهائي |  |
|  |                  |                  |   |               |                        |         |  |
|  | 28 يونيو – كازان |                  |   |               |                        |         |  |
|  | البرتغال         | 0 (0)            |   |               |                        |         |  |
|  | تشيلي (ر.)       | 0 (3)            |   |               |                        |         |  |
|  |                  |                  |   |               |                        |         |  |
|  |                  |                  |   |               | 2 يوليو – سانت بطرسبرغ |         |  |
|  |                  |                  |   |               | تشيلي                  | 0       |  |
|  |                  | ألمانيا          | 1 |               |                        |         |  |
|  |                  |                  |   |               |                        |         |  |
|  |                  |                  |   |               |                        |         |  |
|  |                  |                  |   |               | المركز الثالث          |         |  |
|  | 29 يونيو – سوتشي | 29 يونيو – سوتشي |   | 2 يوليو موسكو | 2 يوليو موسكو          |         |  |
|  | ألمانيا          | 4                |   | البرتغال      | 2                      |         |  |
|  | المكسيك          | 1                |   |               | المكسيك                | 1       |  |

### نصف النهائي
| البرتغال | 0–0   | تشيلي |
| -------- | ----- | ----- |
|          | تقرير |       |

| ألمانيا                                                   | 4–1   | المكسيك            |
| --------------------------------------------------------- | ----- | ------------------ |
| - ليون غوريتزكا 6'، 8' - تيمو فيرنر 59' - أمين يونس 90+1' | تقرير | - ماركو فابيان 89' |

### المركز الثالث
| البرتغال                               | 2–1   | المكسيك                 |
| -------------------------------------- | ----- | ----------------------- |
| - بيبي 90+1' - أدريين 104' (ركلة جزاء) | تقرير | نيتو 54' (هدف في مرماه) |

### النهائي
| تشيلي | 0–1   | ألمانيا         |
| ----- | ----- | --------------- |
|       | تقرير | لارس شتيندل 20' |

## الإحصائيات

### الهدافين
3 أهداف
- ليون غوريتزكا
- تيمو فيرنر
- لارس شتيندل

هدفين
- كريستيانو رونالدو

هدف واحد
- ريكاردو كواريسما
- سيدريك سواريس
- برناردو سيلفا
- أندريه سيلفا
- لويس ناني
- أدريين سيلفا
- بيبي
- يوليان دراكسلر
- كرم دميرباي
- أمين يونس
- ماركو فابيان
- تشيشاريتو
- هيكتور مورينو
- نيستور أراوغو
- هيرفينغ لوزانو
- أوريبي بيرالتا
- راؤول خيمينيز
- أرتورو فيدال
- أليكسيس سانشيز
- إدواردو فارغاس
- مارتين رودريغيز
- تومي يوريتش
- توم روغيتش
- مارك ميليغان
- جيمس ترويسي
- فيودور سمولوف
- ألكساندر ساميدوف
- كريس وود
- أندريه فرانك زامبو أنغيسا
- فينسنت أبو بكر

أهداف عكسية
- مايكل بوكسال
- لويس نيتو

 المصدر: FIFA

### صناعة الأهداف
3 أهداف
- هكتور هيريرا

هدفين
- يوزوا كيميش
- يوناس هكتور
- بنيامين هنريكس
- تيمو فيرنر

هدف واحد
- جوناثان دوس سانتوس
- كارلوس فيلا
- خافيير أكينو
- ماركو فابيان
- يوليان براندت
- يوليان دراكسلر
- إمري تشان
- كريستيانو رونالدو
- رافاييل غيريرو
- أندريه سيلفا
- إليسيو
- ريكاردو كواريسما
- أليكسيس سانشيز
- أرتورو فيدال
- إدواردو فارغاس
- ألكساندر ساميدوف
- ألكسندر إيروكين
- مايكل نغادو نغادجوي
- مومي نغامالو
- كلايتون لويس
- روبي كروز

المصدر: FIFA

### رجل المباراة
3 مرات
- كريستيانو رونالدو (دور المجموعات ضد المكسيك[56] وضد روسيا[57] وضد ضد نيوزيلندا[58])

مرة واحدة
- يوليان دراكسلر (دور المجموعات ضد أستراليا)[59]
- تيمو فيرنر (دور المجموعات ضد الكاميرون)[60]
- ليون غوريتزكا (دور نصف النهائي ضد المكسيك)[61]
- مارك أندريه تير شتيغن (نهائي كأس القارات ضد التشيلي)[62]
- أليكسيس سانشيز (دور المجموعات ضد ألمانيا)[63]
- أرتورو فيدال (دور المجموعات ضد الكاميرون)[64]
- كلاوديو برافو (دور نصف النهائي ضد البرتغال)[65]
- خافيير أكينو (دور المجموعات ضد نيوزيلندا)[66]
- هيرفينغ لوزانو (دور المجموعات ضد روسيا)[67]
- غييرمو أوتشوا (مباراة المركز الثالث ضد البرتغال)[68]
- أندريه فرانك زامبو أنغيسا (دور المجموعات ضد أستراليا)[69]
- فيودور سمولوف (دور المجموعات ضد نيوزيلندا)[70]
- جيمس ترويسي (دور المجموعات ضد تشيلسي)[71]

### جوائز اللاعبين
أعطيت الجوائز التالية في ختام البطولة. وقد تم رعاية جميع جوائز اللاعبين من قبل شركة أديداس.
| الكرة الذهبية      | الكرة الفضية     | الكرة البرونزية  |
| ------------------ | ---------------- | ---------------- |
| يوليان دراكسلر     | أليكسيس سانشيز   | ليون غوريتزكا    |
| الحذاء الذهبي      | الحذاء الفضي     | الحذاء البرونزي  |
| تيمو فيرنر         | ليون غوريتزكا    | لارس شتيندل      |
| 3 أهداف، 2 أسيست   | 3 أهداف، 0 أسيست | 3 أهداف، 0 أسيست |
| القفاز الذهبي      |                  |                  |
| كلاوديو برافو      |                  |                  |
| جائزة اللعب النظيف |                  |                  |
| ألمانيا            |                  |                  |

### أجمل هدف
برعاية هيونداي، قام موقع فيفا الرسمي باختيار أجمل 6 أهداف في البطولة للتصويت عليها من قبل الجماهير على الموقع الرسمي، وأعلن عن النتيجة في 10 يوليو.
| أجمل هدف برعاية هيونداي | أجمل هدف برعاية هيونداي | أجمل هدف برعاية هيونداي | أجمل هدف برعاية هيونداي |
| المسجل                  | المنافس                 | النتيجة                 | المرحلة                 |
| ----------------------- | ----------------------- | ----------------------- | ----------------------- |
| ماركو فابيان            | ألمانيا                 | 3–1                     | نصف النهائي             |

## الأمور التنظيمية

### المكافأت
أعلن الاتحاد الدولي لكرة القدم (الفيفا) أن مجموع جوائز البطولة تقدر بـ24 مليون دولار (مليون يورو)، وهو نفس مجموع الجوائز في النسخة الماضية في البرازيل 2013، بزيادة تعادل 25% عن قيمة جوائز النسخة قبل الماضية في جنوب إفريقيا 2009 بحيث بلغت الجوائز ما يقارب 20 مليون دولار. شهدت هذه البطولة ثباتاً نسبياً في جوائز المنتخبات التي احتلت المركز الخامس إلى الثامن (زيادة بسيطة من 1.75 مليون دولار إلى 2 مليون دولار). بينما شهدت زيادة في مراكز الأربعة الأولى، فبطل المسابقة سيتحصل على 5 مليون دولار بعدما كان يتحصل على 4.1 مليون دولار. ووصيف المسابقة سيتحصل على 4.5 مليون دولار بعدما كان يتحصل على 3.5 مليون دولار. وصاحب المركز الثالث سيتحصل على 3.5 مليون دولار بعدما كان يتحصل على 3 مليون دولار. أما صاحب المركز الرابع فسيتحصل على 3 مليون دولار بعدما كان يتحصل على 2.5 مليون دولار.
توزيع المكافئات المالية جاء كالتالي:
| المراكز              | المركز النهائي                           | المكافئة المالية (بالدولار الأمريكي) |
| -------------------- | ---------------------------------------- | ------------------------------------ |
| النهائي              | ألمانيا (البطل)                          | $5,000,000                           |
| النهائي              | تشيلي (الوصيف)                           | $4,500,000                           |
| مباراة المركز الثالث | البرتغال (المركز الثالث)                 | $3,500,000                           |
| مباراة المركز الثالث | المكسيك (المركز الرابع)                  | $3,000,000                           |
| مرحلة المجموعات      | روسيا · أستراليا · الكاميرون · نيوزيلندا | $2,000,000                           |

### الكرة المستخدمة

الكرة الرسمية المستخدمة في البطولة.

أديداس كراسافا (بالإنجليزية: Adidas Krasava) هي الكرة الرسمية لبطولة كأس القارات 2017، وهي من إنتاج شركة أديداس الرياضية في ألمانيا. وقد أزيح الستار عن كرة القدم الرسمية لكأس القارات 2017، بعدما أعلنها الاتحاد الدولي لكرة القدم للإعلام في 11 نوفمبر 2016. كراسافا هي كلمة عامية روسية يستخدمها مشجعو كرة القدم في روسيا للتعبير عن إعجابهم الشديد بلعبة رائعة ملفتة للغاية، سواءً كان هدفاً مذهلاً أو انطلاقة مدهشة.

### التذاكر
أعلنت اللجنة المنظمة أنه سيتم توزيع التذاكر على أربع مراحل. المرحلة الأولى وهي مرحلة ما قبل البيع للأشخاص الحاصلين على تأشيرة الدخول، أي أن للأشخاص الحاصلين على تأشيرة دخول لروسيا لديهم الأولوية في شراء التذاكر قبل طرحها للعامة. المرحلة الثانية باستخدام القرعة العشوائية، تليها المرحلة الرابعة عن طريق بيع التذاكر بمراكز البيع المحددة من قبل اللجنة المنظمة، حيث من يأتي أولاً يخدم أولاً. وأخيراً بيع التذاكر في اللحظات الأخيرة قبل انطلاق المباريات.

### حرية التنقل
أعلنت اللجنة المنظمة أنها ستوفر حرية التنقل والسفر من وإلى المدن الأربعة المستضيفة لمنافسات البطولة (موسكو وقازان وسان بطرسبرغ وسوتشي)، خصيصاً للجماهير التي تحمل تذاكر المباراة أو الجماهير التي تحمل FAN ID.

### بطاقات المشجعين
قامت اللجنة المنظمة بإصدار تعرف باسم بطاقات المشجعين (بالإنجليزية: FAN ID) لجميع المتفرجين الذين حضروا منافسات كأس القارات 2017، وهي بطاقات تسمح لحامليها باستخدام وسائل النقل للتنقل بين المدن بشكل مجاني، كذلك تسمح للوصول للملاعب بشكل مجاني أيضاً. وقد كان بإمكان الزائرين الحاضرين استخدام هذه البطاقات لسهولة الدخول والخروج لروسيا أثناء منافسات البطولة، بمجرد تقديمهم للوثائق الصحيحة المعترف بها، خلال الفترة حددتها اللجنة المنظمة، والي بدأت قبل 10 أيام من انطلاقة المنافسات ولغاية انتهاء المنافسات. يذكر، أن هناك العديد من الشكاوى والاعتراضات على بعض ممارسات السلطات الروسية، والتي تلك البطاقات بدون سابق إنذار، وقبل فترة وجيزة من انطلاق البطولة.

### النقل الإلكتروني
في عام 2015، أطلقت وزارة الرياضة الروسية بالاشتراك مع اللجنة المنظمة موقعاً على على شبكة الإنترنت من أجل توفير تغطية إعلامية لمنافسات البطولة كأس القارات، كإعداد مسبق لمنافسات كأس العالم لكرة القدم 2018.

### الرعاة الرسميون
| رعاة الفيفا | رعاة بطولة كأس القارات                                   | الرعاة الأوروبيون |
| --- | -------------------------------------------------------- | ----------------- |
| \| - أديداس[90] - كوكاكولا[91] - غازبروم[92] - هيونداي–كيا[93] \| - الخطوط الجوية القطرية[94] - فيزا[95] - واندا كروب[96] \| | - أنيوسر-بوش إنبيف - هايسنس - ماكدونالدز - فيفو سمارتفون | - ألفا بنك        |
| - أديداس - كوكاكولا - غازبروم - هيونداي–كيا                                                                                  | - الخطوط الجوية القطرية - فيزا - واندا كروب              |                   |

### حقوق البث
| المنطقة/الدولة             | القنوات الناقلة                                    | المصادر                 |
| -------------------------- | -------------------------------------------------- | ----------------------- |
| ألبانيا                    | RTSH                                               | [ 102 ]                 |
| الأرجنتين                  | TyC,DirecTV                                        | [ 102 ]                 |
| أرمينيا                    | ARMTV                                              | [ 102 ]                 |
| أستراليا                   | SBS, Optus Sport                                   | [ 102 ] [ 103 ]         |
| النمسا                     | ORF                                                | [ 102 ]                 |
| أذربيجان                   | İTV                                                | [ 102 ]                 |
| بيلاروسيا                  | BTRC                                               | [ 102 ]                 |
| بلجيكا                     | VRT, RTBF                                          | [ 102 ]                 |
| بوليفيا                    | Unitel, Red Uno, DirecTV                           | [ 102 ]                 |
| البوسنة والهرسك            | BHRT                                               | [ 102 ]                 |
| البرازيل                   | Globo, SporTV                                      | [ 102 ]                 |
| بروناي                     | Astro                                              | [ 102 ]                 |
| بلغاريا                    | BNT                                                | [ 102 ]                 |
| كندا                       | CTV, RDS, TSN                                      | [ 102 ]                 |
| الصين                      | Tencent Sports                                     | [ 104 ]                 |
| تشيلي                      | Canal 13, TVN, Mega, DirecTV                       | [ 102 ]                 |
| كولومبيا                   | Caracol TV, RCN TV, DirecTV                        | [ 102 ]                 |
| كوستاريكا                  | Teletica, Sky México                               | [ 102 ]                 |
| كرواتيا                    | HRT                                                | [ 102 ]                 |
| قبرص                       | CyBC                                               | [ 102 ]                 |
| التشيك                     | ČT                                                 | [ 102 ]                 |
| الدنمارك                   | DR, TV 2                                           | [ 102 ]                 |
| إكوادور                    | RTS                                                | [ 102 ]                 |
| سلفادور                    | TCS, Sky México                                    | [ 102 ]                 |
| إستونيا                    | ERR                                                | [ 102 ]                 |
| جزر فارو                   | DR                                                 | [ 102 ]                 |
| فنلندا                     | Yle                                                | [ 105 ]                 |
| فرنسا                      | TF1, SFR Sport                                     | [ 102 ] [ 106 ]         |
| ألمانيا                    | ARD, ZDF                                           | [ 102 ]                 |
| جورجيا                     | GPB                                                | [ 102 ]                 |
| اليونان                    | ERT                                                | [ 102 ]                 |
| غرينلاند                   | DR, TV 2 (Denmark)                                 | [ 102 ]                 |
| غواتيمالا                  | TVA, Sky México                                    | [ 102 ]                 |
| هندوراس                    | Televicentro, Sky México                           | [ 102 ]                 |
| هونغ كونغ                  | LeSports                                           | [ 102 ]                 |
| هنغاريا                    | MTVA                                               | [ 102 ]                 |
| آيسلندا                    | RÚV                                                | [ 102 ]                 |
| الهند                      | Sony Pictures Networks                             | [ 102 ]                 |
| إندونيسيا                  | RTV, OrangeTV                                      | [ 107 ] [ 108 ]         |
| جمهورية أيرلندا            | RTÉ                                                | [ 102 ]                 |
| إسرائيل                    | KAN                                                | [ 102 ]                 |
| اليابان                    | Fuji TV,NHK                                        | [ 102 ]                 |
| كوسوفو                     | RTK                                                | [ 102 ]                 |
| لاتفيا                     | LTV                                                | [ 102 ]                 |
| ليختنشتاين                 | SRG SSR                                            | [ 102 ]                 |
| ليتوانيا                   | LRT                                                | [ 102 ]                 |
| ماليزيا                    | Astro                                              | [ 102 ]                 |
| مالطا                      | PBS                                                | [ 102 ]                 |
| الشرق الأوسط وشمال إفريقيا | beIN Sports                                        | [ 102 ]                 |
| المكسيك                    | Televisa,TV Azteca                                 | [ 102 ]                 |
| مولدوفا                    | TRM                                                | [ 102 ]                 |
| الجبل الأسود               | RTCG                                               | [ 102 ]                 |
| نيبال                      | Sony Pictures Networks                             | [ 102 ]                 |
| هولندا                     | NOS                                                | [ 102 ]                 |
| نيوزيلندا                  | Prime, Sky Sport (New Zealand)                     | [ 102 ] [ 109 ] [ 110 ] |
| نيكاراغوا                  | Canal 10 , Ratensa                                 | [ 102 ]                 |
| النرويج                    | NRK,TV 2 (Norway)                                  | [ 102 ]                 |
| الفلبين                    | ABS-CBN                                            | [ 102 ]                 |
| باكستان                    | Sony Pictures Networks                             | [ 102 ]                 |
| بنما                       | Corporación Medcom, Televisora Nacional,Sky México | [ 102 ]                 |
| الباراغواي                 | TyC                                                | [ 102 ]                 |
| بيرو                       | Latina Televisión, DirecTV                         | [ 102 ]                 |
| بولندا                     | TVP                                                | [ 102 ]                 |
| البرتغال                   | RTP                                                | [ 102 ] [ 111 ]         |
| بورتوريكو                  | Telemundo Puerto Rico, Punto 2                     | [ 112 ]                 |
| رومانيا                    | TVR                                                | [ 102 ]                 |
| روسيا                      | Channel One Russia, Perviy kanal, Match TV         | [ 113 ] [ 114 ]         |
| صربيا                      | RTS                                                | [ 102 ]                 |
| سلوفينيا                   | RTVSLO                                             | [ 102 ]                 |
| جنوب أفريقيا               |                                                    | [ 115 ]                 |
| كوريا الجنوبية             | SBS                                                | [ 102 ]                 |
| إسبانيا                    | Gol Televisión                                     | [ 116 ]                 |
| إفريقيا جنوب الصحراء       | SuperSport, Star Times                             | [ 102 ]                 |
| السويد                     | Sveriges Television, TV4 (Sweden)                  | [ 102 ]                 |
| سويسرا                     | SRG SSR                                            | [ 102 ]                 |
| تايوان                     | ELTA TV                                            | [ 117 ]                 |
| تايلند                     | Channel 3 (Thailand)                               | [ 118 ]                 |
| تركيا                      | TRT                                                | ،                       |
| المملكة المتحدة            | ITV                                                | [ 102 ]                 |
| الولايات المتحدة           | Fox,Telemundo                                      | [ 102 ]                 |
| أوروغواي                   | Monte Carlo TV, Canal 10,Teledoce, TyC             | [ 102 ]                 |
| فنزويلا                    | Meridiano Televisión, Venevisión                   | [ 102 ]                 |

## الملاحظات والمراجع

### الملاحظات
- 1: نظراً لوجود بطولتي كأس كونكاكاف الذهبية خلال الفترة بين كأس القارات 2013 وكأس القارات 2017، قرر اتحاد أمريكا الشمالية لكرة القدم أن يلعب بطل نسخة كأس الكونكاكاف الذهبية 2013 مع بطل نسخة كأس الكونكاكاف الذهبية 2015، والفائز سيتأهل للمشاركة في منافسات كأس القارات 2017.

## وصلات خارجية
- كأس القارات 2017 على موقع الفيفا.